# Wygorzel
Wygorzel – wieś w Polsce, położona w województwie podlaskim, w powiecie suwalskim, w gminie Szypliszki.
W latach 1975–1998 wieś administracyjnie należała do województwa suwalskiego.